# Aaron Isaak

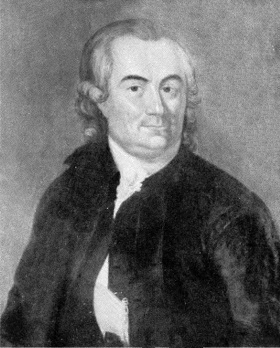
Aaron Isaak

Aaron Isaak, auch Aaron Isaac, Aron Isak; hebräische Namensform nach der Grabinschrift: ר' אהרן ב'ר יצחק מבריצן (* 16. September 1730 in Treuenbrietzen, Brandenburg; † 21. Oktober 1816 in Stockholm, Schweden) war der Gründer der Jüdischen Gemeinde in Stockholm und erste Jude, der sich in Schweden niederließ, ohne zur lutherischen Kirche zu konvertieren.

## Leben
Aaron Isaak wurde als Sohn des einzigen Schutzjuden in Treuenbrietzen, Eisek, geboren. Der frühe Tod seines Vaters (1746) zwang ihn zum Hausieren, um zum Lebensunterhalt der Familie beizutragen. Schon als Jugendlicher erlernte er als Autodidakt zusätzlich das Petschierstechen und Steinschneiden.
Treuenbrietzen bot damals wirtschaftlich kaum Perspektiven, sodass er plante, in das damals aufstrebende England auszuwandern. Stattdessen ließ er sich aber in Bützow nieder. Dort lebte seit 1713 in ihrem Witwensitz im Schloss Bützow Sophie Charlotte, Landgräfin zu Hessen, Witwe des Herzogs Friedrich Wilhelm, die dem reformierten Glaubensbekenntnis angehörte. Zu ihrem Hofstaat gehörte eine deutsch-reformierte Gemeinde und eine kleine jüdische Gemeinde. Zugleich wurde sie Schutzherrin der schon in Bützow ansässigen französisch-reformierten Gemeinde. Bereits 1738 hatte sie einen Rabbiner namens Jochen Gumperts, den späteren Rabbiner Chajim Friedberg, und einen Rabbiner namens Nathan Hersch oder Nathan Cohn mit Freibriefen ausgestattet, zu ihren Hofjuden bestellt und damit für eine sehr frühe Ansiedlung von Juden in Bützow gesorgt. Davon profitierte 1750 auch Aaron Isaak, der an ihrem Hofe als Petschierstecher tätig wurde. Isaak war dort allerdings unter mehreren Namen bekannt, so als Ahron, Ahrendt oder Ahron Pach. Der an der Bützower Universität tätige Orientalist und spätere Freund Isaaks, Oluf Gerhard Tychsen, erwähnte ihn in seinem „Bützowischen Nebenstunden“ gar als Rabbi Aaron Pach, ein Status, den er ganz sicher nicht erlangt haben dürfte. Wie eine landesweite Schutzgeldliste aus dem Jahr 1760 belegt, erhielten die drei Hofjuden, wie die sich später ansiedelnden Schutzjuden auch, ihre Schutzbriefe für Bützow.
Sein Privileg erhielt Isaak am 2. Oktober 1759. Mit diesem betrieb er hier einen Galanteriehandel. Er heiratete Hendel Levin, die Tochter des Bützower Schulmeisters Levin Samuel, und hatte mit ihr zahlreiche Kinder, von denen die wenigsten überlebten. Isaak spielte innerhalb der jüdischen Gemeinde von Bützow eine nicht unwesentliche Rolle. Nachdem der Stern des bis dahin bedeutendsten Bützower Juden, des vorgenannten Rabbiners Chajim Friedberg, gesunken war, wurde er zweiter Rechnungsführer auf dem Judenlandtag in Crivitz 1767, später Sekretär des Distrikts Bützow und der Landjudenschaft.
Er war wohl – nach Rabbi Nathan Cohn – der zweite Vorsteher der Bützower Gemeinde. Dies dürfte auch erklären, weshalb etwa nach 1770 sein Haus das Zentrum für die regelmäßigen Gottesdienste in Bützow war. Wirtschaftlich erging es Isaaks Familie nicht gut in Bützow. Sogar die Fürspreche seines Freundes Tychsen beim Herzog vermochte seine Lage nicht zu verbessern. 1763 ging er nach Schwerin, um beim Hofmedaillengraveur Abraham Aaron zu arbeiten. Mit diesem verabredete er, als „Pionierwanderer“ nach Schweden auszuwandern.
Bereits während des Siebenjährigen Krieges hatte Isaak von einem schwedischen Offizier erfahren, es fehle in Schweden an Steinschneidern. So entschloss er sich zu einem kurzen Aufenthalt im damals zu Schweden gehörigen Stralsund 1774, ging weiter erst nach Ystad, dann nach Stockholm in Schweden. Seine Ehefrau und die Kinder ließ er jedoch in Bützow zurück, ohne zunächst weiter für sie sorgen zu können. Ihm gelang es, trotz heftigen Widerständen des städtischen Magistrats mithilfe des Oberstatthalters Carl Sparre von Gustav III. selbst am 2. Mai 1775 das Wohnrecht zu erhalten, woraufhin er auch seine Familie nachholen konnte. Damit war er der erste nicht konvertierte Jude in Schweden. Um seinen religiösen Pflichten nachkommen und als Jude leben zu können, gelang es ihm, noch weitere Verwandte und andere jüdische Glaubensgenossen (wenigstens 10 Männer für einen Gottesdienst) nach Stockholm zu holen. Mit ihnen hielt er den ersten Minjan ab, gründete die jüdische Gemeinde in Stockholm, richtete eine Synagoge am Kaufmannsplatz ein, wo am 12. Mai 1787 der erste Gottesdienst stattfand, und legte einen Friedhof an. Er wirkte viele Jahre als Vorsteher der gesamten schwedischen Judenheit.
Auch wirtschaftlich hatte er Erfolg. Als Graveur und Medailleur wurde er zum Hoflieferanten Gustavs III. und während des Schwedisch-Russischen Kriegs durfte er die schwedische Armee mit Lebensmitteln beliefern. Sein Schwiegersohn Eisek war inzwischen bereits Hofjuwelier des Königs. Ihm und dem angeheirateten Verwandten Michel Bendix übergab er 1802 sein Unternehmen.
Im Alter hielt Aaron Isaac seine Erinnerungen auf Westjiddisch fest. Die Memoiren wurden in verschiedenen Auflagen und in Übersetzungen ins Hochdeutsche und Ost- bzw. Hochjiddische veröffentlicht. Die Memoiren zeugen unter anderem von den Konflikten, die Aaron Isaac mit anderen Mitgliedern der jüdischen Stockholmer Gemeinde hatte, in der seine Führung umstritten war. Er selbst kaufte eine Grabstätte für die Stockholmer Juden, die noch immer seinen Namen trägt, Aronsberg auf Kungsholmen.
Aaron Isaak verstarb am 21. Oktober 1816 in Stockholm.